# Agelena incertissima
Agelena incertissima là một loài nhện trong họ Agelenidae.
Loài này thuộc chi Agelena. Agelena incertissima được Lodovico di Caporiacco miêu tả năm 1939.